# Mohammed El Berkani
Mohammed El Berkani (Heerlen, 13 december 1982) is een Marokkaans-Nederlandse voormalig profvoetballer.

## Carrière
Elberkani begon met voetballen op zesjarige leeftijd bij SV Eikenderveld, en later bij SV Bekkerveld. Vanaf 1997 had El Berkani geen club. Pas twee jaar later vond hij met Roda JC een nieuwe club. Hij werd een half seizoen uitgeleend aan Fortuna Sittard. In januari 2006 verdween hij uit beeld bij Roda, en vertrok naar Lierse SK, dat tegen degradatie vocht. El Berkani speelde geen slechte seizoenshelft, maar de eerste seizoenshelft van het daarop volgende seizoen verzeilde hij alweer op de bank. In januari 2007 besloot de Marokkaan het dan in Duitsland te proberen, bij FC Carl Zeiss Jena. Daarna kwam hij nog uit voor Sportfreunde Siegen en voor FC Erzgebirge Aue, waarna hij in de zomer van 2009 naar CS Visé verkaste tot 2012.
Hij komt nu uit voor olympique khouribga dat in de hoogste klasse uitkomt in Marokko. Hij heeft daar een contract tot de zomer 2014.
- 1999-01/2005 : Roda JC
- 01/2005-06/2005 : Fortuna Sittard
- 07/2005-01/2006 : Roda JC
- 01/2006-01/2007 : Lierse SK
- 01/2007-06/2007 : FC Carl Zeiss Jena
- 07/2007-07/2008 : Sportfreunde Siegen
- 07/2008-09/2009 : FC Erzgebirge Aue
- 09/2009-06/2012. : CS Visé
- 07/2012-07/2014 : Olympique Khouribga